# Бюргербройкеллер

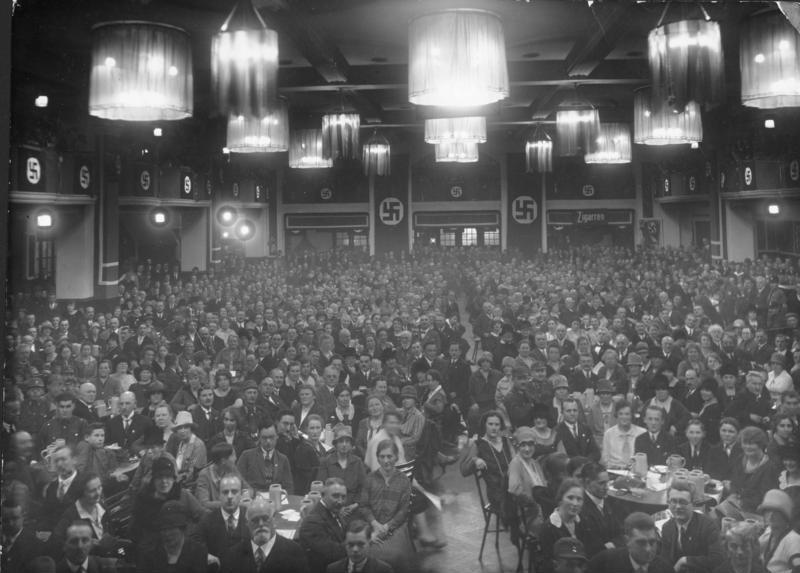
Бюргербройкеллер в 1923 г.

Бю́ргербройке́ллер (нем. Bürgerbräukeller) — огромный пивной зал на 1830 человек в Мюнхене, известный как место, где начался Пивной путч. Заведение было открыто в 1885 году на Розенхаймерштрассе, 29, грандиозное по размерам помещение вмещало 1830 человек. В 1979 году баварские власти снесли Бюргербройкеллер. В настоящее время на месте исторического здания находятся концертный комплекс «Am Gasteig», гостиница Хилтон и главное управление германского авторского общества GEMA.

## История
В зал вмещалось 1830 человек. Во время Веймарской республики он был популярным местом для проведения политических мероприятий.
В 1920—1923 годах Бюргербройкеллер — любимое место встреч членов НСДАП.
8 ноября 1923 года в зале Бюргербройкеллер начался Пивной путч во главе с национал-социалистом Гитлером и генералом Людендорфом.
27 февраля 1925 года в зале Бюргербройкеллер произошло восстановление запрещенной после Пивного путча НСДАП, а Гитлер выступил с боевой речью, в которой объявил о безжалостных действиях против всех врагов нацистской партии.

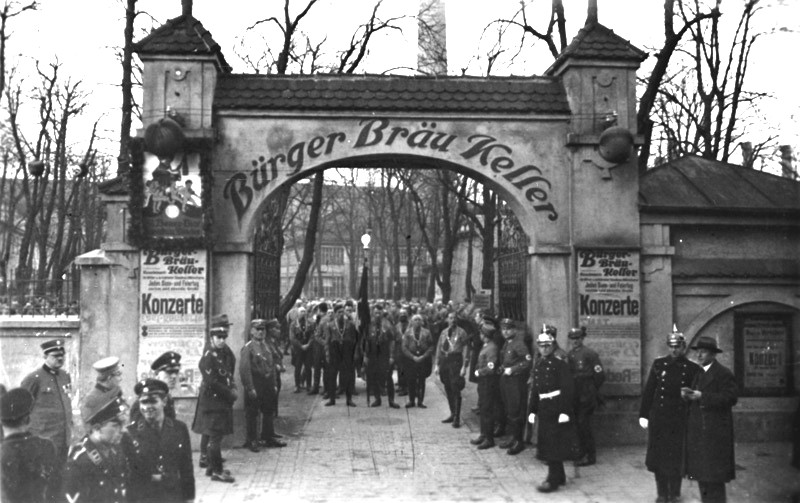
Пивная Бюргербройкеллер
(8/9 ноября 1933)

С 1933 по 1939 годы НСДАП ежегодно отмечала в зале Бюргербройкеллер годовщину путча с обязательным участием Гитлера. В 1939 году зал был сильно повреждён взрывом бомбы, заложенной столяром Георгом Эльзером (Georg Elser), совершившим покушение на Гитлера. В результате взрыва 8 человек погибли и 63 получили ранения. Гитлер уехал из здания Бюргербройкеллер за несколько минут до взрыва и не пострадал.
С 1940 по 1943 годы годовщина отмечалась в пивном зале «Лёвенбройкеллер» (сохранился до настоящего времени), а в 1944 году — в цирке «Кроне» (12 ноября 1944 года по случаю очередной годовщины в цирке «Кроне» выступил, по поручению Гитлера, не поехавшего в Мюнхен, рейхсфюрер СС Г. Гиммлер).
Во время Второй мировой войны полуразрушенный пивной зал использовался как склад, после войны американские оккупационные войска использовали его как столовую и зал для игры в баскетбол.

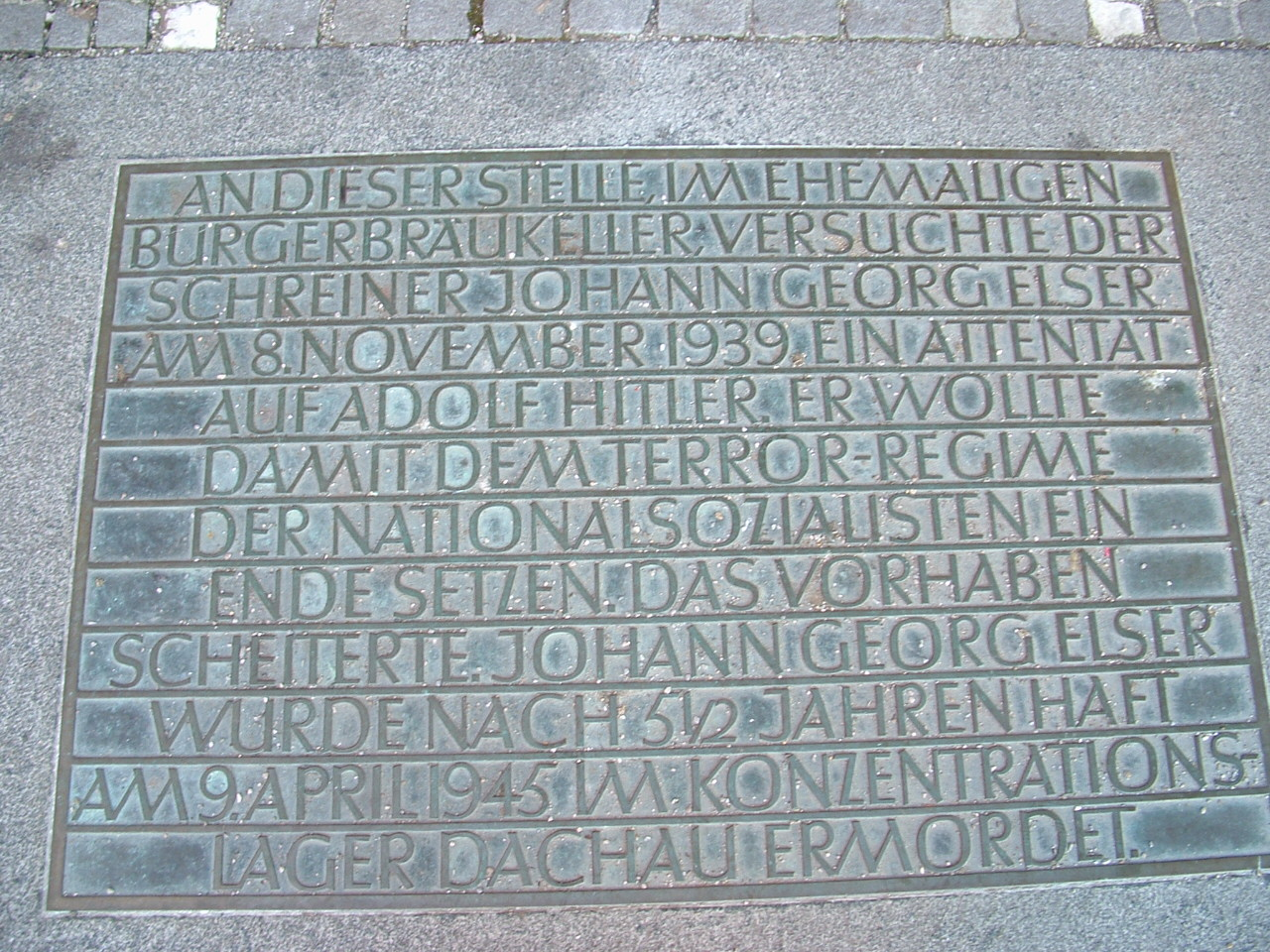
Мемориальная плита в честь Георга Эльзера на месте бывшего «Бюргербройкеллер»

В 1958 году помещение передано правительству федеральной земли Бавария. В 1979 году Бюргербройкеллер был полностью снесён. В настоящее время на месте здания Бюргербройкеллер построена гостиница Хилтон и культурный комплекс «Гастайг» (нем. «Am Gasteig»). С 1989 года на территории комплекса между зданием концертного зала и административным зданием немецкого агентства по авторским правам в брусчатку вмонтирована мемориальная плита.